# یوهان کرایف
هندریک یوهانس کرایف (به انگلیسی: Hendrik Johannes Cruijff) (۲۵ آوریل ۱۹۴۷ – ۲۴ مارس ۲۰۱۶) که معمولاً با نام یوهان کرایف (Dutch: [ˈjo:ɦɑŋ ˈkrœyf] ()  شناخته می‌شود، بازیکن و مربی حرفه‌ای فوتبال اهل هلند بود. او که به عنوان بهترین فوتبالیست هلندی و یکی از بهترین بازیکنان تاریخ شناخته می‌شود، سه بار در سال‌های ۱۹۷۱، ۱۹۷۳ و ۱۹۷۴ برنده توپ طلا شد. کرایف یکی از طرفداران فلسفه فوتبال معروف به توتال فوتبال بود که توسط رینوس میشل مطرح شد. به دلیل تأثیر گسترده سبک بازی و ایده‌های مربیگری، او به‌طور گسترده به عنوان یکی از تأثیرگذارترین چهره‌ها در فوتبال مدرن شناخته می‌شود و همچنین به عنوان یکی از بزرگ‌ترین مربی‌های تمام دوران در نظر گرفته می‌شود.
در سال ۱۹۹۹، کرایف در یک رأی‌گیری که توسط فدراسیون بین‌المللی تاریخ و آمار فوتبال انجام شد بعد از پله، به عنوان دومین بازیکن برتر قرن ۲۰ انتخاب شد. وی همچنین در رأی‌گیری دیگری که توسط نشریهٔ فرانس فوتبال انجام شد به عنوان سومین بازیکن برتر تاریخ فوتبال برگزیده شد. او در سال ۱۹۹۸ در تیم منتخب فوتبال سده ۲۰، در سال ۲۰۰۲ در تیم رؤیایی جام جهانی فوتبال و در سال ۲۰۰۴ در فهرست فیفا ۱۰۰ قرار گرفت. لقب او پادشاه گل ها بود. 

## سال‌های آغازین
خانهٔ پدری کرویف در نزدیکی ورزشگاه اختصاصی تیم «آژاکس»، باشگاه پرآوازهٔ آمستردام قرار داشت. یوهان در کودکی پدرش را از دست داد و مادرش مجبور شد برای گذران زندگی به عنوان نظافتچی، از جمله در باشگاه آژاکس کار کند که سبب علاقهٔ او به این باشگاه شد.

### آغاز فوتبال
یوهان کرویف فوتبال را از ۱۰ سالگی و از تیم نوجوانان شروع کرد.

## فوتبال باشگاهی

### آژاکس

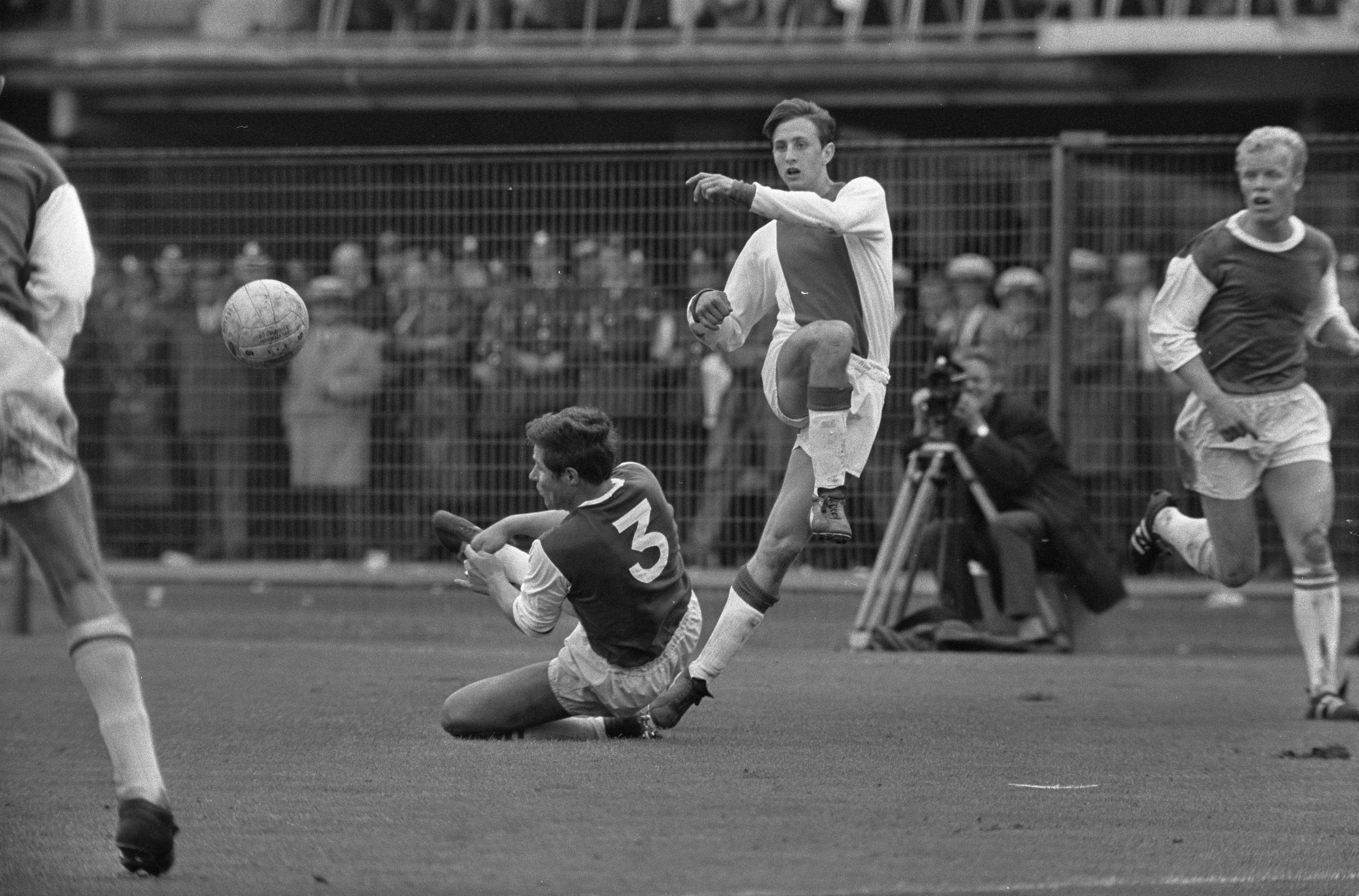
کرویف در ۱۹۶۷ در حال بازی با پیراهن آژاکس آمستردام در برابر فاینورد. او در دو مرحله از ۱۹۵۷ تا ۱۹۷۳ و از ۱۹۸۱ تا ۱۹۸۳ برای آژاکس بازی کرد.

رینوس میشل؛ مربی معروف هلندی که در آن زمان سرمربی آژاکس بود، به نبوغ و استعداد یوهان پی برد و در ۱۵ نوامبر ۱۹۶۴ کرویف ۱۷ ساله را برای نخستین بار در بازی مقابل تیم گرونینگن در ترکیب تیمش قرار داد. وی در این دیدار که تیمش ۱ بر ۳ بازنده شد، تک‌گل آژاکس را به ثمر رساند.

#### آژاکس؛ قهرمان هلند
در فصل ۱۹۶۶–۱۹۶۵ بود که کرویف توجه همگان را به خود جلب کرد. بعد از زدن دو گل در مقابل دور ویلسکراخت اشترک در لیگ هلند، تبدیل به بازیکن ثابت تیمش شد. در آن فصل وی موفق شد در ۲۵ بازی، ۲۳ گل وارد دروازهٔ حریفان کند و آژاکس با حضور او قهرمان لیگ برتر فوتبال هلند شد. سال بعد با آژاکس به هردو قهرمانی لیگ و حذفی دست یافت و خودش با زدن ۳۳ گل، آقای گل مسابقات شد. سال بعد هم موفق شد جام قهرمانی را بالای سر برده و برای دومین بار مرد سال فوتبال هلند شود. او با آژاکس به فینال جام باشگاه‌های اروپا هم رسید که در آن دیدار، ۱ بر ۴ نتیجه را به تیم ایتالیایی آ.ث. میلان واگذار کرد.

#### مصدومیت
آژاکس در فصل ۱۹۷۰–۱۹۶۹ برای دومین بار فاتح هردو جام باشگاهی هلند شد. کرویف در فصل بعد برای اولین بار به شدت مصدوم شد. پس از انجام یک عمل جراحی در دیدار مقابل آیندهوون در ۳۰ اکتبر ۱۹۷۰ به میدان بازگشت. در این بازی برای اولین بار، پیراهن شمارهٔ ۱۴ اسطوره‌ای را به تن کرد، چراکه هم‌تیمی‌اش، گری موهرن پیراهن شمارهٔ ۹ کرویف را تصاحب کرد. از این زمان به بعد، در بیشتر بازی‌ها با شمارهٔ ۱۴ ظاهر شد و از آن به بعد بود که همه کرویف را با شمارهٔ ۱۴ به یاد می‌آورند.

#### مرد سال اروپا
در ۲۹ نوامبر سال ۱۹۷۰ در دیدار مقابل آ.زد. آلکمار که با پیروزی ۸ بر ۱ همراه بود، به رکورد ۶ گل در یک بازی دست یافت. در همان فصل، آژاکس با پیروزی ۲ بر ۰ در بازی فینال جام باشگاه‌های اروپا در برابر پاناتینایکوس آتن یونان، برای اولین بار قهرمان آن مسابقات شد. در همان سال، یوهان کرویف هم برای اولین بار بهترین بازیکن مرد سال اروپا شد. در فصل ۷۲–۱۹۷۱ آژاکس توانست با کرویف از عنوان قهرمانی اروپا در مقابل اینتر میلان دفاع کند. در بازی فینال، کرویف هر دو گل آژاکس را وارد دروازهٔ اینتر کرد. در فصل پاییز بعد از آن، آژاکس با برتری مقابل تیم ایندپندینته از آرژانتین، قهرمان جام بین قاره‌ای شد. در ژانویهٔ ۱۹۷۳ با پیروزی ۳ بر ۲ در برابر رنجرز اسکاتلند، قهرمانی سوپرجام اروپا هم به دست آمد. آژاکس فصل ۷۳–۱۹۷۲ را با سومین قهرمانی پیاپی لیگ به پایان برد. در این فصل، کرویف در دیدار دربی مقابل اف.سی. آمستردام، اولین و نیز آخرین گل به‌خودی خود را وارد دروازهٔ تیمش کرد. کرویف و آژاکس در این فصل با پیروزی برابر یوونتوس در فینال، سومین قهرمانی پیاپی در جام باشگاه‌های اروپا را نیز به‌دست آوردند.

### بارسلونا

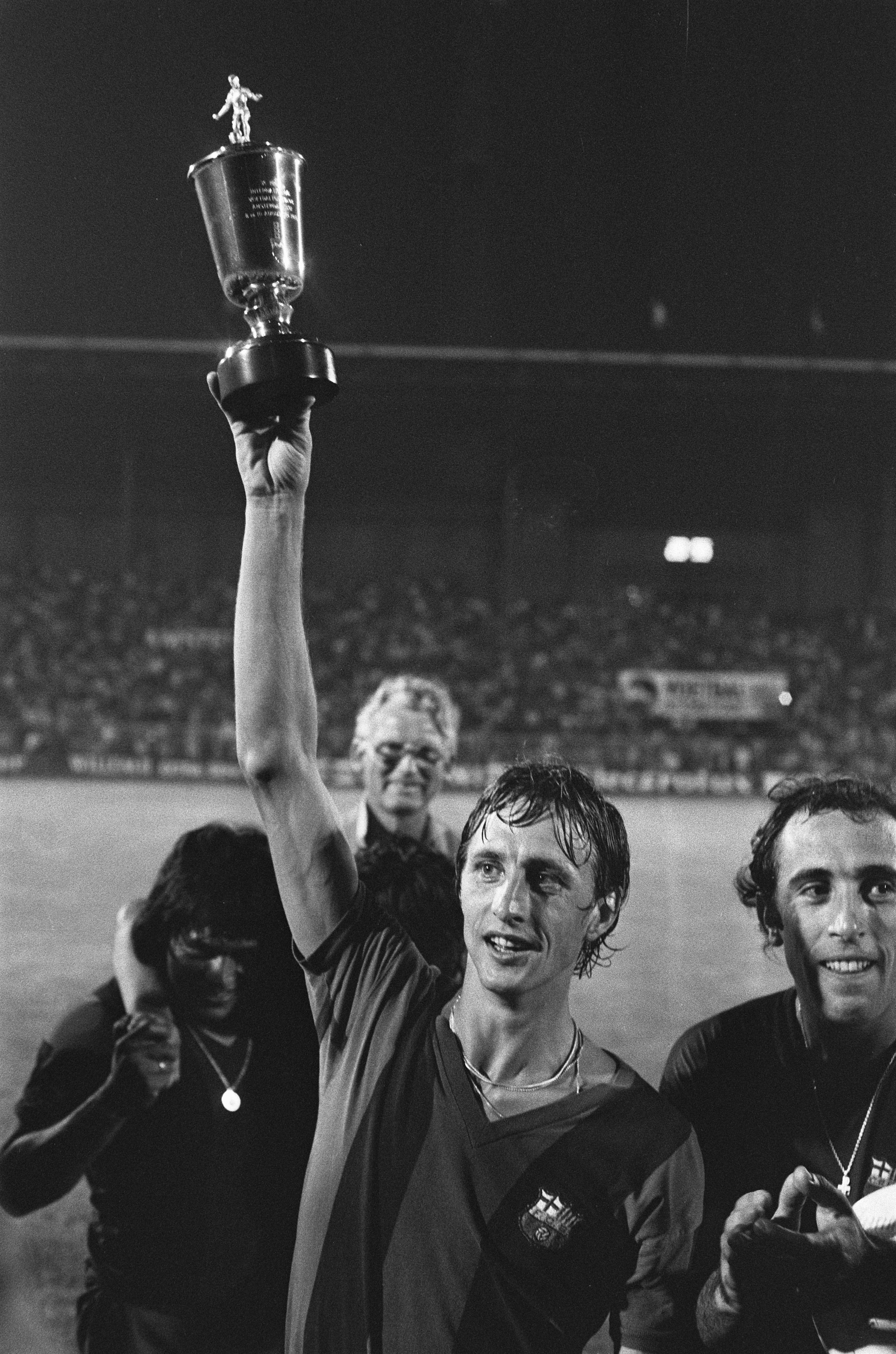
کرویف از ۱۹۷۳ تا ۱۹۷۸ برای بارسلونا بازی کرد

در سال ۱۹۷۳ کار فروش مخفیانهٔ کرویف توسط آژاکس به رئال مادرید مراحل پایانی خود را طی می‌کرد، اما وی از انتخاب سرنوشت خود به‌دست دیگران بیزار بود. پس با بارسلونا قرارداد بست و طی مصاحبه‌ای اعلام کرد بارسلونا را به رئال ترجیح داده، زیرا حاضر نیست برای تیمی که تحت حمایت حکومت فرانکو است بازی کند. این صحبت‌ها باعث محبوبیت او بین هواداران تیم کاتالونیا شد. کاتالان‌ها برای این انتقال، تقریباً ۶ میلیون گیلدر هلند (معادل ۲ میلیون دلار آمریکا در ۱۹۷۳) پرداخت کردند که در آن زمان رکوردی جدید در نقل و انتقالات بازیکنان فوتبال بود.
هنگام اولین حضورش در شهر بارسلونا، هزاران نفر با پوشیدن پیراهن‌های آبی اناری شماره ۱۴، به استقبال وی در فرودگاه رفتند. او بلافاصله اثرات مثبت خود در زمین فوتبال را هم نشان داد و الهام‌بخش پیشرفت بازیکنان آن موقع بارسا نظیر خوان مانوئل آزنتی و کارلس رکساچ شد و بارسا که تا آن زمان خوب بازی نمی‌کرد ناگهان دچار تحول شد.
معمولاً از این هلندی به‌عنوان کسی که باشگاه بارسا را از برزخ فرانکو نجات داد و سنگ بنای موفقیت‌های آتی بارسا را نهاد، یاد شده است و بی‌تردید تأثیرات او در این تیم غیرقابل انکار است. دوران حضور در بارسا پر از لحظات به‌یادماندنی و خاطره‌انگیز بود و از او یک اسطوره و نماد در بین هواداران ساخت. در اولین سال حضورش، تیم با کمک او و پس از دورانی سیاه که چهارده سال به طول انجامیده و صبر هواداران را لبریز کرده بود، سرانجام قهرمان لا لیگا شد و در راه این قهرمانی، رئال مادرید را در ال کلاسیکو با نتیجهٔ ۰–۵ در خانه‌اش شکست داد.
یوهان کرویف به یکی از قهرمانان و اسطوره‌های کاتالان تبدیل شد؛ کسی که موفقیت‌هایش در این باشگاه به دوران بازیکنی‌اش محدود نشد؛ او به عنوان سرمربی با بارسلونا ۱۱ قهرمانی کسب کرد و اولین قهرمانی بارسلونا در لیگ قهرمانان اروپا نیز در دوران سرمربیگری وی به‌دست آمد.

### آمریکا
یوهان کرویف در سال ۱۹۷۹، زمانی که بیش از ۳۰ سال سن داشت به آمریکا رفت. او قراردادی با باشگاه لس آنجلس آزتکس به امضاء رساند. در آنجا فقط یک فصل ماند. فصل بعد، یک سال در شهر واشینگتن، دی.سی. در تیم واشینگتن دیپلماتس بازی کرد.

### بازگشت به هلند
یوهان پس از حضوری کوتاه در باشگاه اسپانیایی لوانته، و حضوری مجدد در واشینگتن دیپلماتس، در سال ۱۹۸۱ به وطنش، هلند برگشت. بازگشت او با کسب دو عنوان قهرمانی با آژاکس در سال‌های ۱۹۸۲ و ۱۹۸۳، همراه شد. در پایان فصل ۱۹۸۲–۱۹۸۳، آژاکس تصمیم گرفت قرارداد جدیدی را به کرویف ارائه ندهد. این باعث عصبانیت کرویف شد و او با امضای قرارداد با فاینورد، رقیب اصلی آژاکس، به این موضوع واکنش نشان داد.

### فاینورد و بازنشستگی

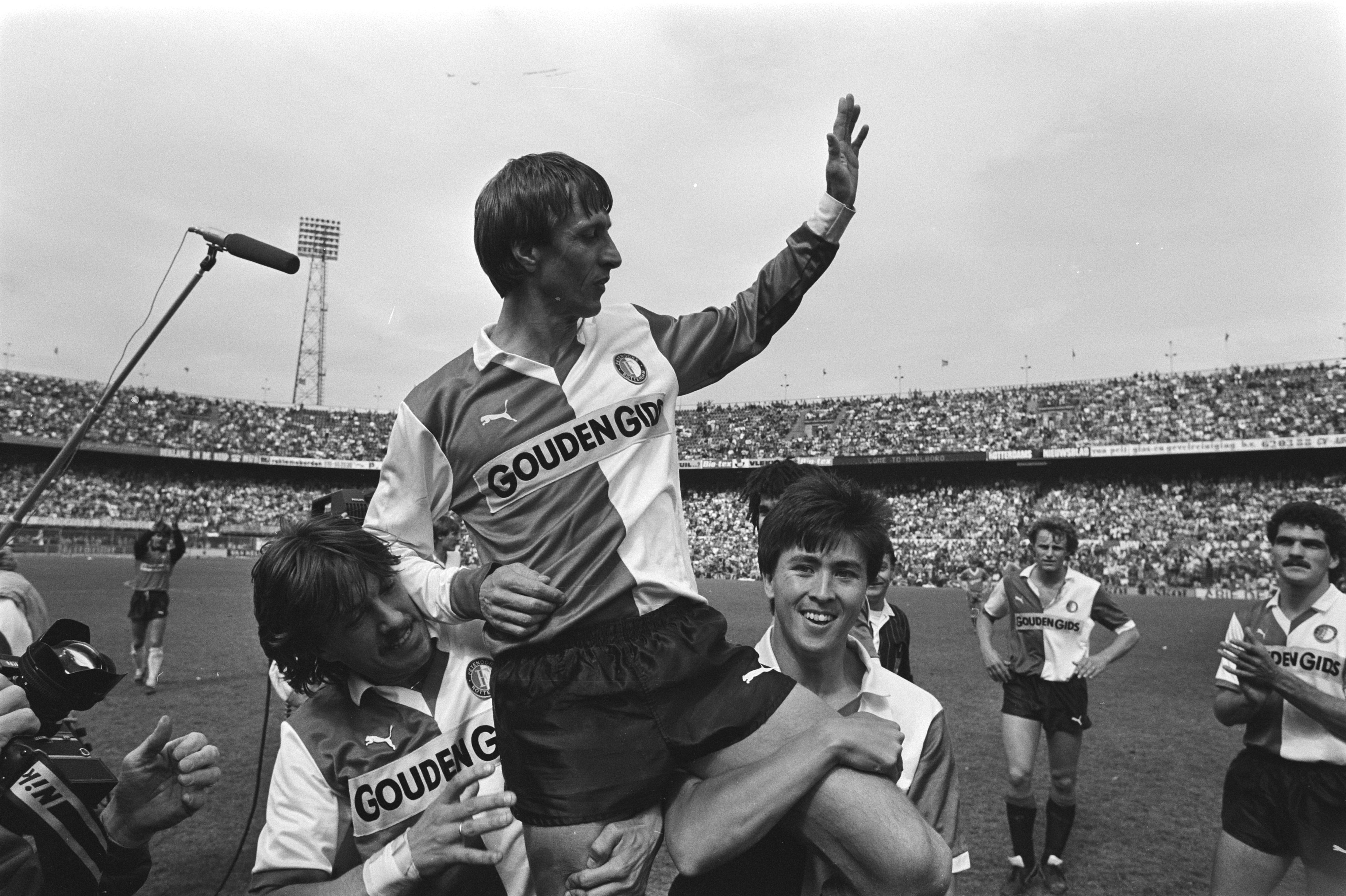
خداحافظی کرویف از فوتبال با پیراهن فاینورد در ۱۹۸۴

کرویف در آخرین فصل بازی‌اش برای رقیب سنتی آژاکس، فاینورد روتردام یک بار دیگر توانست هردو عنوان قهرمانی باشگاهی هلند را به‌دست بیاورد.
فصل کرویف در فاینورد، فصلی موفق بود که در آن، باشگاه برای نخستین بار در یک دههٔ گذشته، قهرمان لیگ اردیویسه شد. موفقیت این تیم مدیون بازی کرویف در کنار رود گولیت و پیتر هاتمن بود.
کرویف علیرغم سن نسبتاً بالا، در آن فصل در تمام مسابقات لیگ به‌جز یک بازی شرکت کرد. به‌دلیل عملکرد خوبش در زمین، او برای پنجمین بار به‌عنوان بازیکن سال هلند انتخاب شد. این بازیکن در پایان فصل، بازنشستگی نهایی خود را اعلام کرد. او در ۱۳ مه ۱۹۸۴ با گلزنی مقابل پک زووله به فوتبال خود در لیگ برتر هلند پایان داد. کرویف آخرین بازی خود را در عربستان مقابل الاهلی انجام داد و فاینورد را با یک گل و یک پاس گل به بازی بازگرداند.

## فوتبال ملی

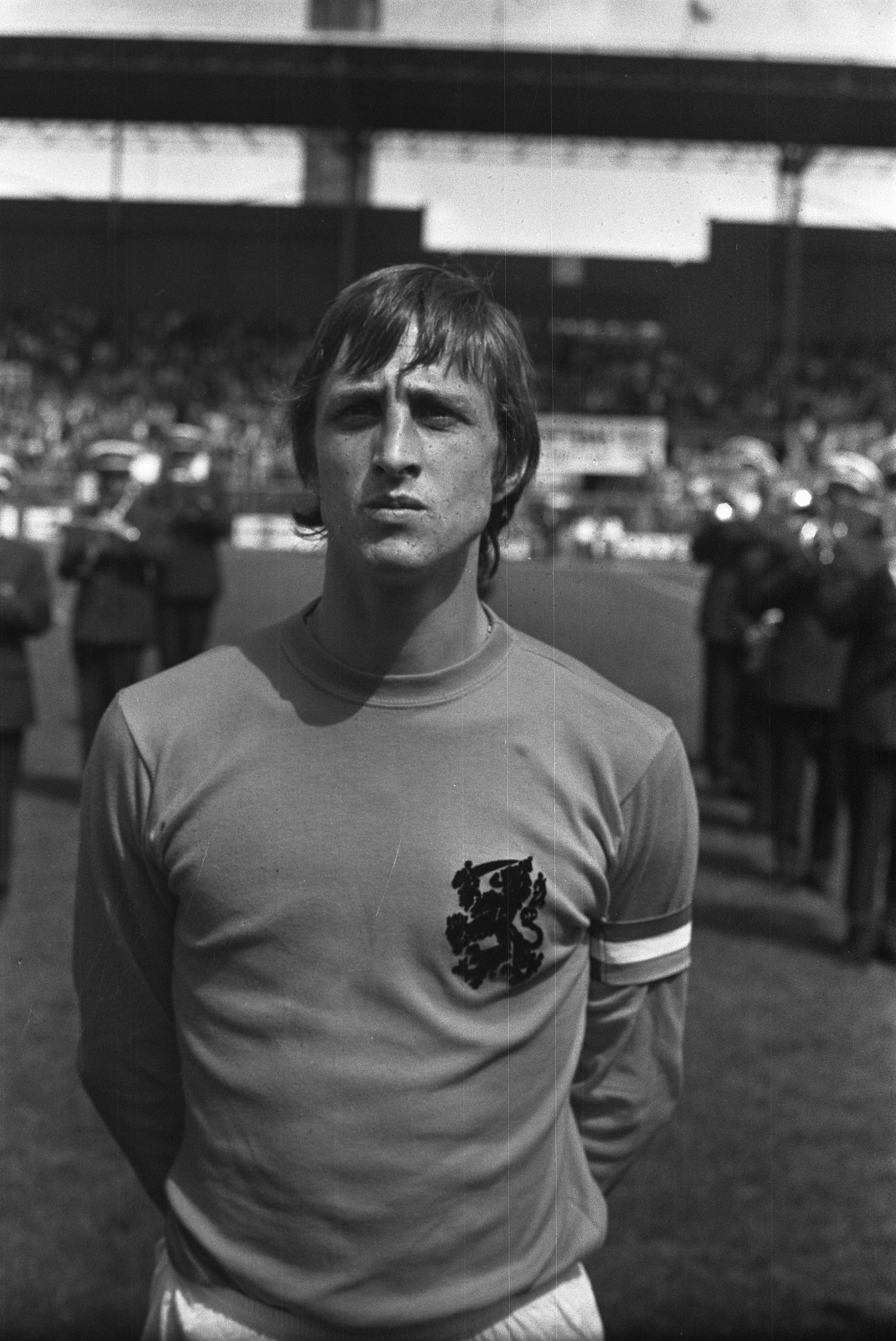
کرویف به‌عنوان کاپیتان تیم ملی هلند پیش از بازی در جام جهانی فوتبال ۱۹۷۴

نخستین بازی ملی کرویف در تاریخ ۷ سپتامبر سال ۱۹۶۶ در روتردام در دیدار مقدماتی جام ملت‌های اروپای ۱۹۶۸ در برابر تیم ملی مجارستان بود که این بازی ۲ بر ۲ مساوی شد. درست در دومین بازی ملی بود که شیوهٔ بازی شتاب‌زده و بدون فکر او منجر به یک بدبیاری شد. او در بازی دوستانه مقابل تیم ملی چکسلواکی از سوی رودی گلوکنر؛ داور اهل آلمان شرقی آن دیدار در دقیقهٔ ۷۶ از زمین اخراج شد. بدین ترتیب او اولین بازیکن هلندی بود که در یک دیدار ملی از زمین مسابقه اخراج می‌شد. پس از گذراندن یک سال محرومیت از سوی فدراسیون فوتبال هلند، در تاریخ ۱۳ سپتامبر ۱۹۶۷ توانست دوباره در تیم ملی حضور پیدا کند. در این دیدار، تنها پس از دو دقیقه در دیدار مقدماتی جام ملت‌های اروپا، گل پیروزی را وارد دروازهٔ تیم ملی آلمان شرقی کرد. در جام جهانی ۱۹۷۴ با رهبری او بود که هلند نایب قهرمان شد. او بهترین بازیکن مسابقات شناخته شد و شاید قهرمانی هلند در آن جام می‌توانست پاداش خوبی برای فوتبال زیبا و تسلط لاله‌ها در اجرای توتال فوتبال باشد. هلند در راه رسیدن به فینال، آلمان شرقی را ۰–۴ و برزیل و آرژانتین را با نتیجهٔ مشابه ۲–۰ برد. هر دو گل بازی با آرژانتین و گل دوم بازی با برزیل، مدافع عنوان قهرمانی را کرویف به ثمر رساند. حاشیهٔ جالبی که در آن جام اتفاق افتاد این بود که کرویف لباس طراحی‌شده توسط آدیداس برای تیم ملی هلند را نمی‌پوشید. لباسی که او به تن می‌کرد دو خط در امتداد آستینش داشت و لباس اصلی هلند ۳ خط. دلیل این کار احتمالاً قراردادش با پوما بوده است.

### آخرین بازی ملی
وی آخرین بازی ملی‌اش را در۲۶ اکتبر سال ۱۹۷۷ در آمستردام در مقدماتی جام جهانی در مقابل بلژیک انجام داد که به پیروزی ۱ بر ۰ هلند انجامید. بعد از این که کرویف از تیم ملی کناره‌گیری کرد، ارنست هاپل که کمی قبل از جام جهانی ۱۹۷۸ آرژانتین از سوی فدراسیون فوتبال هلند به سرمربیگری تیم ملی منصوب شده بود، سعی کرد او را متقاعد به بازگشت به تیم کند، اما موفق نشد. او در جام جهانی ۱۹۷۸ نیز بازی کرد.

### کارنامهٔ بازی‌های ملی
یوهان کرویف در مجموع ۴۸ بازی ملی انجام داد، ۳۳ گل زد و تیمش را ۳۳ بار به عنوان کاپیتان در زمین هدایت کرد. اگرچه حضور بین‌المللی‌اش نسبتاً کوتاه بود و این بازیکن هرگز موفق نشد به همراه تیم ملی کشورش عنوان قهرمانی جهان را کسب کند یا بر سکوی نخست اروپا بایستد.

### خداحافظی از بازی‌های ملی
کرویف در سال ۱۹۷۷ در تصمیمی ناگهانی از بازی‌های ملی خداحافظی کرد. دلیل این کار در آن زمان این‌طور اعلام شد که او نمی‌خواست در جام جهانی ۱۹۷۸ در کشور کودتا زدهٔ آرژانتین که مردم بسیاری قربانی آن شده بودند شرکت کند.

## مربیگری
کرویف اگرچه دورهٔ مربیگری ندیده بود و مدرکی نداشت، سرمربیگری تیم‌های صاحب نامی چون آژاکس و بارسلونا را برعهده گرفت. او به همراه این تیم‌ها موفقیت‌های بسیاری، از جمله ۴ دوره قهرمانی پیاپی در لیگ دسته اول اسپانیا را در کارنامهٔ خود ثبت کرد. کرویف به خصوص به استعدادپروری نیز اهمیت خاصی داد و همیشه در ترکیب تیم خود از بازیکنان جوان بهره می‌برد. مارکو فان باستن، فرانک ریکارد و دنیس برکمپ، از دستاوردهای او در آژاکس هستند. بارسلونا تحت هدایت وی، چهار بار پیاپی قهرمانی لالیگا، یک بار قهرمانی جام حذفی اسپانیا، سال ۱۹۹۲ قهرمانی جام باشگاه‌های اروپا را به‌دست‌آورد. با وجود این‌که در آن تیم علاوه بر گواردیولا، فقط یک کاتالانی دیگر به نام آلبرتو فرر حضور داشت، اما این قهرمانی شادی وصف‌ناشدنی را در کاتالونیا پدیدآورد. بارسلونا با رهبری او همچنین قهرمانی سوپرجام اروپا را تجربه کرد. کرویف بازیکنانی چون پپ گواردیولا، خوزه ماری باکرو، گئورگی هاجی، رونالد کومان، میکل لادروپ، هریستو استویچکوف و روماریو را به بارسا آورد. یوهان کرویف در سال ۱۹۹۶ این باشگاه را ترک کرد.
نام کرویف در نزد هواداران بارسلونا تا امروز «ال سالوادور» به معنای نجات‌بخش باقی مانده است.
یکی از اولین اقدامات کرویف تشکیل آکادمی جوانان بارسا به اسم لا ماسیا از روی الگوی مدرسهٔ فوتبال آژاکس بود. سپس او شروع به ساختن تیمی جدید کرد که یکی از ستون‌های آن پپ گواردیولای جوان بود.

### گرفتن مدال به‌خاطر فعالیت‌ها و افتخارآفرینی
او همچنان و به‌خصوص در میان طرفداران مسن‌تر بارسا، یکی از قهرمانان کاتالان است، نه فقط به‌خاطر موفقیت‌های فوتبالی با بارسا، بلکه به‌خاطر نجات‌بخش بودن او برای غرور کاتالانی. در سال ۲۰۰۶ از او به‌خاطر فعالیت‌ها و افتخارآفرینی‌اش برای کاتالان‌ها تقدیر شد و به او مدال Creu de Sant Jordi تعلق گرفت. در سال ۲۰۰۳ از خوان لاپورتا برای انتخابات ریاست باشگاه بارسلونا حمایت کرد و سران باشگاه را قانع کرد تا فرانک ریکارد، از شاگردانش را به سمت مربیگری این تیم انتخاب نمایند. ریکارد با تقلیدی کوچک از استاد خود کرویف، بار دیگر بارسا را با قهرمانی در لیگ قهرمانان اروپا در سال ۲۰۰۶، به اوج فوتبال اروپا رساند.

### تیم ملی کاتالونیا

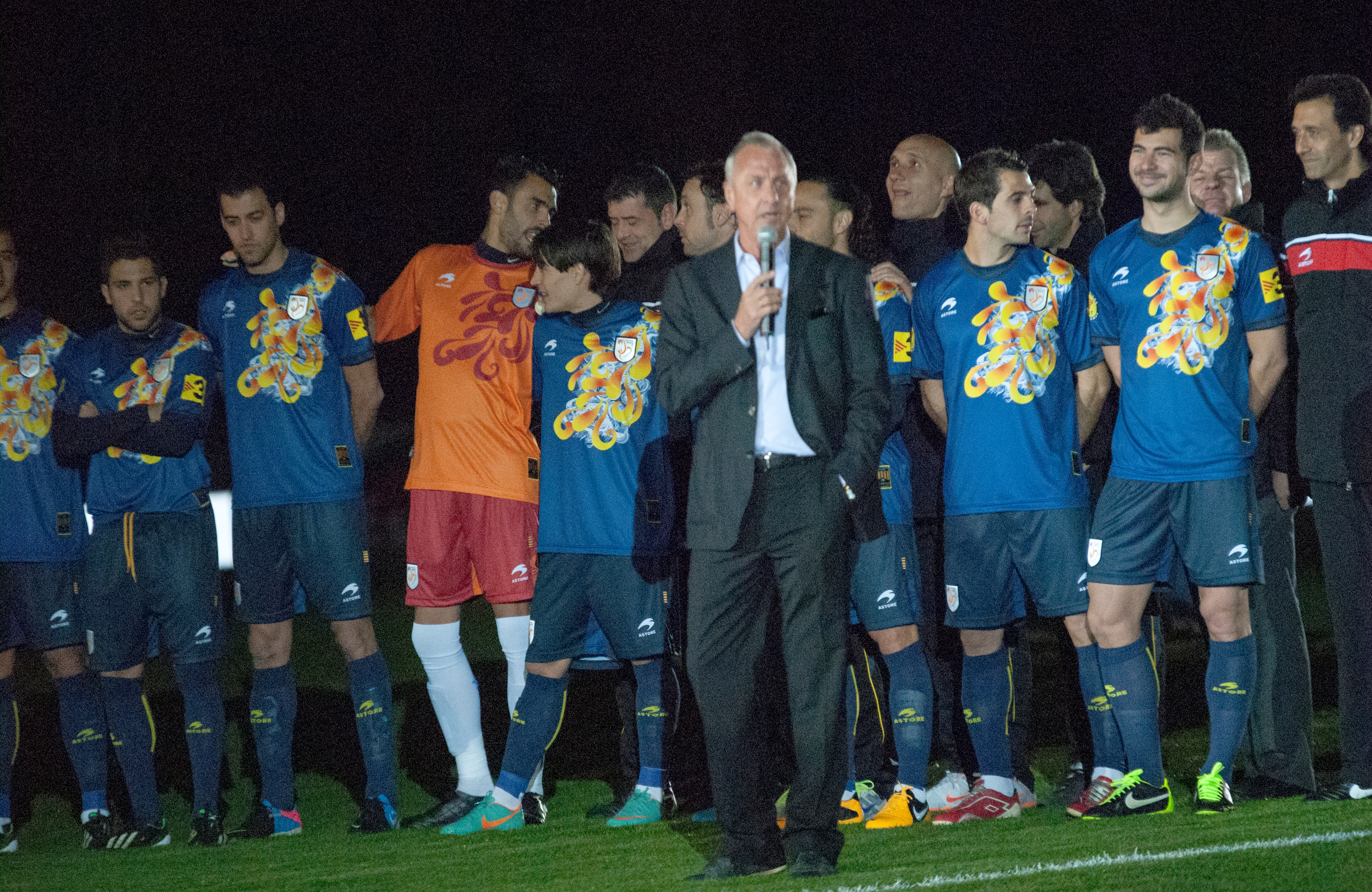
کرویف با تیم ملی کاتالونیا در ژانویهٔ ۲۰۱۳

کرویف هدایت تیم ملی کاتالونیا را از سال ۲۰۰۹ تا ۲۰۱۳ بر عهده داشت و این تیم را در نخستین بازی خود به پیروزی مقابل آرژانتین رساند.
در ۲ نوامبر ۲۰۰۹، کرویف به عنوان سرمربی تیم ملی کاتالونیا انتخاب شد. این نخستین فعالیت او به‌عنوان سرمربی در ۱۳ سال گذشته بود. در ۲۲ دسامبر ۲۰۰۹، آن‌ها یک بازی دوستانه مقابل آرژانتین انجام دادند که با پیروزی ۴–۲ کاتالونیا در نیوکمپ به پایان رسید. در ۲۸ دسامبر ۲۰۱۰، کاتالونیا یک بازی دوستانه مقابل هندوراس برگزار کرد که با نتیجهٔ ۴–۰ در ورزشگاه المپیک کمپانی لوییس پیروز شد. در ۳۰ دسامبر ۲۰۱۱، کاتالونیا به مصاف تونس رفت که بازی بدون گل مساوی شد. تیم کاتالونیا در آخرین بازی خود تحت هدایت کرویف، در ۲ ژانویهٔ ۲۰۱۳، با نیجریه در ورزشگاه استیج فرانت، ۱–۱ مساوی کرد.
حضور او به‌عنوان مربی این تیم، باعث جلب توجه افکار عمومی شد و علاوه بر تمجیدات فراوان برای او انتقاداتی را نیز به همراه داشت. برخی از منتقدان اعلام داشتند که چگونه به کسی که هنوز یک کلمه به زبان کاتالانی نمی‌تواند صحبت کند، چنین افتخاری می‌رسد.

## سایر فعالیت‌های فوتبالی

### مشاور غیررسمی خوان لاپورتا رئیس بارسلونا
کرویف حتی پس از خداحافظی از دنیای مربیگری رابطهٔ خود را با بارسلونا قطع نکرد و از سال ۲۰۰۳ تا ۲۰۰۵ به‌عنوان نایب‌رئیس و دست راست خوآن لاپورتا فعالیت کرد. اما پس از انتخاب ساندرو راسل در سال ۲۰۱۰ به‌طور کلی از بارسلونا کنار گذاشته شد که این باعث شد تا او همواره علیه راسل صحبت کند.

### مشاور فنی باشگاه چیواس گوادالاخارا
کرویف در فوریهٔ ۲۰۱۲ مشاور فنی باشگاه مکزیکی گوادالاخارا شد. خورخه ورگارا، مالک باشگاه، او را مشاور ورزشی این تیم کرد اگرچه قراردادی سه ساله امضا شد، اما قرارداد کرویف در دسامبر ۲۰۱۲ پس از تنها ۹ ماه با باشگاه فسخ شد.
مسئولان باشگاه چیواس برآورده نکردن انتظارات باشگاه در زمان عقد قرارداد را عامل لغو قرارداد همکاری با این اسطورهٔ هلندی عنوان کردند.
کرویف همچنین در تلویزیون هلند به‌عنوان مفسر ورزشی فعالیت داشت.

## حاشیه‌ها

### توهین نژادپرستانه
یوهان کرویف متهم است که به ادگار داویدس، عضو هیئت مدیرهٔ باشگاه آژاکس، توهین نژادپرستانه کرده است. او به داویدس گفته به‌خاطر رنگ پوستش بوده که چنین جایگاهی را در باشگاه آژاکس در اختیار گرفته است. کرویف پیش‌تر، مسئولان باشگاه آژاکس را به‌دلیل این‌که لوئی فان خال را به‌عنوان مدیر باشگاه انتخاب کردند، دیوانه خطاب کرده بود؛ چراکه نظر وی را جویا نشده بودند.

### شکسته شدن رکورد کرویف توسط رضا قوچان‌نژاد
زمانی که رضا قوچان‌نژاد، فوتبالیست ایرانی با انعقاد قراردادی دو سال و نیمه به تیم «کامبور لیوواردن» پیوست، تنها ۹ ثانیه پس از اولین حضورش با پیراهن این تیم گلزنی کرد. این اتفاق در ۲۲ ژانویهٔ سال ۲۰۱۰ و در بازی با فیندام رخ داد. با این گل، این مهاجم به رکورد یوهان کرویف به‌عنوان زنندهٔ سریع‌ترین گل در لیگ حرفه‌ای هلند دست پیدا کرد.

## زندگی شخصی

### تولد فرزند در آمستردام
در زمستان ۱۹۷۴ تنها چند ماه بعد از پیوستن به بارسا، همسر باردار یوهان کرویف برای زایمان نیاز به عمل فوری سزارین داشت اما او به بیمارستان‌های شهر بارسلون اعتماد نکرد و به آمستردام بازگشت. جایی که پسرش به دنیا آمد و برایش نام یوردی را انتخاب نمودند. نامی که کرویف در اسپانیا شنیده بود و از آن خوشش آمده بود. در هنگام بازگشتش به بارسلونا، تازه برای کرویف روشن شد که انتخاب چنین نامی چه ارزش و چه اهمیت بالایی برای کاتالان‌ها دارد.

### نام‌گذاری فرزندان به نام یوردی همراه با جریمه
آن روزها آخرین روزهای دوران دیکتاتوری فاشیستی فرانکو بود. در مودلو زندان مرکزی شهر بارسلون، تنها سه هفته پس از تولد یوردی کرویف، یکی از مخالفان رژیم فرانکو به نام پویگ آنتیچ به طرز فجیعی اعدام شده بود. حزب‌های کاتالانی در این دوران تاریک تاریخ اسپانیا، ممنوع شده بودند و فرانکو درخواست‌های بین‌المللی برای آزادسازی مخالفان و حتی اعدام نکردن آن‌ها را بی‌پاسخ گذاشته بود. علاوه بر این پرچم‌های سرخ و زرد (نماد کاتالونیا) و زبان کاتالان نیز ممنوع شده بودند. نام‌گذاری فرزندان به نام یوردی نیز به‌خاطر یوردی مقدس “Sant Jordi” (یکی از قدیسان کاتالان) با جریمه همراه بود.

### یوردی کرویف
پسر او، یوردی کرویف نیز یک فوتبالیست حرفه‌ای در پست هافبک دفاعی بود. او نیز در بارسلونا زیر نظر پدرش بازی کرد (۱۹۹۲–۱۹۹۶) او در تیم‌هایی همچون منچستر یونایتد و اسپانیول نیز بازی کرده است.

## مشخصات و میراث

### ویژگی‌های فنی
کرویف مشهورترین پیرو فلسفهٔ فوتبال موسوم به توتال فوتبال است که توسط رینوس میشل پایه‌گذاری شده است. وی یکی از با استعدادترین بازی‌سازان تمام تاریخ فوتبال و سمبل تیم ملی فوتبال هلند در دههٔ ۱۹۷۰ بوده است.
او اسماً یک مهاجم میانی بود، اما به دلیل سیستم بازی موسوم یه توتال فوتبال، در همه جای زمین بازی می‌کرد. گاهی توپ را تا عمق زمین خودی می‌برد، گاهی ناگهان با عملی مخرب (برای حریف)، به بال راست یا چپ می‌رفت. او برای فوتبال آن زمان یک اسطورهٔ انقلابی بود.
کرویف پیش از هرچیز به‌خاطر قدرت تکنیکی، سرعت و قدرت رهبری‌اش شهرت داشت. با این وجود، بزرگ‌ترین نقطهٔ قدرت او نگاه کلی‌اش به بازی بود که او را به عنوان یک بازی‌ساز، متمایز می‌ساخت.

### در زمان مربی‌گری
کرایف بنیان‌گذار سبک فوتبال تیکی تاکا است. اشتباهی که اخیراً بسیار رایج شده این است که مجریان و کارشناسان فوتبال می‌گویند بارسلونا از زمان مربی‌گری گواردیولا روی به تیکی تاکا آورده است. این در حالی است که خود گواردیولا در دوران بازی یکی از بازیکنان محوری تیکی تاکا با مربی‌گری یوهان کرویف بود. بارسلونا حدود سه دهه است که سبک بازی‌اش به همین ترتیب است. یوهان کرویف که خودش در دههٔ ۱۹۷۰ در بارسلونا بازی می‌کرد، در دوران مربی‌گری‌اش در سال‌های ۱۹۸۸ تا ۱۹۹۶ این سبک را به بلوغ رساند. حضور دو مربی هلندی، یعنی لوئی فان خال و فرانک ریکارد به توسعهٔ این سبک کمک کرد و به‌ویژه رایکارد با گماردن دو هافبک بازی‌ساز، یعنی ژاوی و آندرس اینیستا تحول بزرگی در سیستم تیم به‌وجود آورد. سپس گواردیولا به بارسا آمد و با انجام تغییرات مورد نظر خود موفقیت‌های پرشماری با این تیم کسب کرد و توانست با بارسا درخشش فوق‌العاده‌ای داشته باشد. حتی مربیانی نظیر بابی رابسون هم ترجیح دادند به میراث باشگاه پایدار بمانند و ایده‌های خود را به سبک بازی این تیم نزدیک کنند؛ سبکی که از سال ۲۰۰۶ به نام تیکی تاکا خوانده شد اما ریشه‌ای دیرین در این تیم دارد. کارشناسان فوتبال حتی نیازی ندارند که بازی‌های چند سال قبل بارسلونا را دیده باشند. آن‌ها باید گل مشهور مارک اورمارس به لیورپول در فصل ۰۲–۲۰۰۱ را تماشا کرده باشند که پس از سی و چند پاس و با پاس تماشایی ژاوی هرناندز جوان به ثمر رسید؛ گلی که تقریباً در تمامی فهرست‌های گل‌های برتر تاریخ لیگ قهرمانان به چشم می‌خورد. او یکی از پایه‌ای‌ترین تمرین‌های پاس‌کاری را ابداع نمود که به جرئت می‌توان گفت که همهٔ تیم‌های حرفه‌ای فوتبال جهان این سبک تمرین را در دستور کار خود دارند که نام این تمرین «روندوس» است که در آن تعدادی بازیکن به‌طور حلقه‌ای می‌ایستند و توپ را بین خود پاسکاری می‌کنند و یک تا چند بازیکن درون حلقه می‌بایست توپ را از بازیکنان بگیرند.

#### ترکیب
اوایل ژوئیهٔ ۱۹۸۸ او سرانجام، تیم تازه جمع‌آوری شده‌اش را برای یک بازی نسبتاً سطح بالا آماده کرد و از سیستم مورد نظرش رونمایی نمود. اوزه‌بیو این‌گونه به یاد می‌آورد: «او یک تخته سیاه آورد و روی آن سه مدافع، چهار هافبک، دو وینگر محض و یک مهاجم نوک کشید. ما به هم نگاه کردیم و گفتیم: "این دیگر چیست؟!". آن دوران، عصر ۳-۵-۲ و ۴-۴-۲ بود. این تعداد مهاجم زیاد و این تعداد مدافع کم در یک ترکیب را، نمی‌توانستیم درک کنیم. او با یک دست، سبک جدیدی از فوتبال در اسپانیا را معرفی کرد. آن، یک انقلاب بود». ۳-۴-۳ (که از روی ترکیب ۴-۳-۳ رینوس میشل با حضور کرویف در آژاکس و تیم ملی هلند در دههٔ ۱۹۷۰ برداشته شده بود) زاده شد.
سپس کرویف توضیح داد: «اگر شما چهار مدافع را مقابل دو مهاجم قرار دهید، سپس ۶ بازیکن در مقابل ۸ بازیکن حریف، در میانهٔ میدان خواهید داشت. این‌گونه، هیچ‌گاه نمی‌توانید بازی را ببرید. باید یک مدافع به خطوط جلویی اضافه کنیم. از من برای قرار دادن سه بازیکن در عقب زمین، انتقاد شده است، اما این احمقانه‌ترین چیزی است که به عمرم شنیده‌ام. چیزی که نیاز داشتیم، این بود که وسط زمین، جایی که بیش از همه به آن نیاز داریم را، با بازیکنان خودی پر کنیم. من کاملاً ترجیح می‌دهم یک بازی را ۵–۴ ببرم، تا ۱–۰!».

### به عنوان بازیکن
در بین سال‌های ۱۹۷۰ و ۱۹۸۰ تیم ملی فوتبال هلند انقلابی عظیم در ساختار فوتبال، به‌راه انداخت و گام‌های بزرگی برای گسترش فوتبال در سطح جهان توسط بازی‌ساز مطرح خود یوهان کرویف و مربی تیم به نام رینوس میشل برداشت. همچنین تیم‌های باشگاهی آژاکس و فاینورد با احداث مدرسهٔ فوتبال خود کمک شایانی به پیشرفت فوتبال در سطح اروپا و جهان نمودند.
او یکی از پرکاربردترین دریبل‌های فوتبال را اختراع کرد که یک نوع سر توپ بوده و نام آن «پیچ کرویف» است. او این دریبل را در بازی مقابل سوئد در جام جهانی ۱۹۷۴ ابداع کرد.

## نقل قول‌ها
«به جهان نشان می‌دهیم که می‌توان یک بازیکن فوتبال بود و خوش گذراند. می‌توان خندید و لحظات فوق‌العاده داشت. من از زمانی می‌آیم که ثابت کرد فوتبال زیبا بسیار سرگرم‌کننده است و علاوه بر آن، می‌توان با آن عناوین را به‌دست‌آورد».
«فوتبال همواره باید به طرز جذابی بازی شود. شما باید تهاجمی بازی کنید. باید مانند یک نمایش باشد».
«ارائهٔ فوتبال زیبا بدون نتیجه‌گیری، نکته‌ای ندارد. نتیجه‌گیری بدون ارائهٔ فوتبال زیبا، کسل‌کننده است».
«فوتبال ساده، زیباترین فوتبالی است که می‌توان تصور کرد. چند بار شده که یک پاس ۴۰ متری دیده‌اید، در حالی که یک پاس ۲۰ متری، کافی بود؟! راه حلی که به نظر ساده‌ترین می‌آید، در واقع، سخت‌ترین است».
«فوتبال بازی کردن، کار بسیار ساده‌ای است. اما ساده بازی کردنِ فوتبال، سخت‌ترین کاری است که می‌توان تصور کرد».
«من فکر می‌کنم بازیکنان باید قادر باشند در هر پستی بازی کنند. به همین خاطر اینقدر مهم است که همگی در زمان صحبت‌های تاکتیکی، به حرف‌های مربی گوش فرا دهند. حواس وینگر چپ نباید پرت باشد، وقتی مربی در مورد مدافع راست حرف می‌زند».
«چرا نمی‌توانید یک تیم ثروتمند را شکست دهید؟ من که هیچ‌گاه ندیده‌ام یک کیسه پول، گلزنی کند».
«همهٔ مربیان در مورد حرکت کردن و بسیار دویدن حرف می‌زنند. من می‌گویم این حد از دویدن، ضروری نیست. فوتبالی ورزشی است که با مغز بازی می‌شود. شما باید بتوانید در بهترین زمان ممکن، در بهترین مکان ممکن حضور داشته باشید، نه خیلی زود و نه خیلی دیر».
«برای خوب بازی کردن، نیاز به بازیکنان خوب دارید، اما یک بازیکن خوب معمولاً کارآمد نیست. او همواره می‌خواهد حرکات را زیباتر از آنچه نیاز است، انجام بدهد».
"مهاجمان من تنها کافی است که ۱۵ متر بدوند؛ مگر این‌که احمق باشند، یا خواب!".
«بارسا تیمی است که کمتر از همه می‌دود. آن‌ها همیشه صاحب توپ هستند. آن‌ها هستند که سرعت توپ را کنترل می‌کنند و مشخص می‌کنند در کدام منطقه بازی شود. تنها یک توپ وجود دارد و تیمی که آن را داشته باشد، تصمیم‌گیرنده است».
«من به دو چیز اعتیاد دارم اولی فوتبال و دومی سیگار؛ اولی همه چیز به من داد ولی دومی همهٔ آن را پس گرفت»
«هر ضرری، منفعت‌های خودش را دارد».
«در تیم‌های من، دروازه‌بان، اولین مهاجم و مهاجم‌ها، اولین مدافع هستند».
«فقط یک لحظه وجود دارد که شما می‌توانید به موقع به آن برسید. اگر آنجا نیستید، یا دیر کرده‌اید، یا زود آمده‌اید».
«اگر صاحب توپ هستید، باید تا می‌توانید زمین را بزرگ‌تر کنید؛ و اگر توپ را در اختیار ندارید، باید تا می‌توانید آن را کوچک کنید».
«بازیکنان کمی وجود دارند که بدانند وقتی یارگیری نشده‌اند، چه باید بکنند. پس هر از چند گاهی به بازیکن خود بگویید: او مهاجم خیلی خوبی است، اما نیاز به یارگیری با او نیست».
«من همیشه پرتاب‌های کنار زمین را انجام می‌دادم، زیرا اگر توپ را دوباره پس بگیرم، تنها بازیکنی هستم که یارگیری نشده‌ام».
«تکنیک این نیست که بتوانی ۱۰۰۰ بار با توپ شعبده‌بازی کنی، هر کسی می‌تواند آن را با تمرین انجام دهد. با آن، می‌توانید در یک سیرک ثبت نام کنید. تکنیک، دادن پاس تک‌ضرب، با سرعت درست و روی پای مناسب هم‌تیمی است».
«بهترین بازیکن در هر پست را به تیم خود بیاورید. در نهایت شما بهترین ۱۱ نفرهٔ دنیا را ندارید، بلکه ۱۱ یک‌نفرهٔ برتر دنیا را در اختیار دارید».
«هر کسی می‌داند چه‌طور فوتبال بازی کند، اگر پنج متر فضا در اختیارش قرار دهید».
«از لحاظ آماری مشخص می‌شود که هر بازیکن حداکثر سه دقیقه توپ را در طول بازی در اختیار دارد. و مهم‌ترین نکته این است که یک بازیکن در طول آن ۸۷ دقیقه که توپ را در اختیار ندارد، چه می‌کند. این چیزی است که مشخص می‌کند یک بازیکن، خوب است یا خیر».
«فوتبال بازی اشتباهات است هر تیمی که کمترین اشتباه را داشته باشد برنده است.»
«من از معیارها و سنجش‌های آکادمی فوتبال برای پذیرش بازیکنان در عجبم. چرا که هنگامی که خودم نوجوان بودم برای تست پذیرش به آکادمی آژاکس رفتم و به دلیل این‌که نمی‌توانستم توپ را به طول ۱۵ متر با پای چپ شوت کنم (یعنی شوتم با پای چپ بیشتر از ۱۵ متر جلو نرفت) من را قبول نکردن تا بعداً با وساطت مدیر ورزشی من قبول شدم».

## درگذشت
یوهان کرویف در ۲۴ مارس ۲۰۱۶ در ۶۸ سالگی به علت سرطان ریه درگذشت.

## افتخارات

### به‌عنوان بازیکن

#### باشگاهی
آژاکس
- لیگ برتر هلند (۸ بار): ۱۹۶۶، ۱۹۶۷، ۱۹۶۸، ۱۹۷۰، ۱۹۷۲، ۱۹۷۳، ۱۹۸۲، ۱۹۸۳
- جام حذفی هلند (۵ بار): ۱۹۶۷، ۱۹۷۰، ۱۹۷۱، ۱۹۷۲، ۱۹۸۳
- جام باشگاه‌های اروپا (۳ بار): ۱۹۷۱، ۱۹۷۲، ۱۹۷۳
- سوپرجام اروپا: ۱۹۷۲
- جام بین قاره‌ای: ۱۹۷۲

بارسلونا
- لا لیگا: ۷۴–۱۹۷۳
- کوپا دل ری: ۱۹۷۸

فاینورد
- لیگ برتر هلند: ۱۹۸۴
- جام حذفی هلند: ۱۹۸۴

#### ملی
تیم ملی فوتبال هلند
- نایب‌قهرمانی جام جهانی: ۱۹۷۴
- مقام سوم جام ملت‌های اروپا: ۱۹۷۶
- جام پاریس: ۱۹۷۸[۵۴]

### به‌عنوان سرمربی
آژاکس
- جام حذفی هلند (۲ بار): ۱۹۸۶، ۱۹۸۷
- جام برندگان جام اروپا: ۱۹۸۷

بارسلونا
- لا لیگا (۴ بار): ۹۱–۱۹۹۰، ۹۲–۱۹۹۱، ۹۳–۱۹۹۲، ۹۴–۱۹۹۳
- کوپا دل ری: ۹۰–۱۹۸۹
- سوپرجام اسپانیا (۳ بار): ۱۹۹۱، ۱۹۹۲، ۱۹۹۴
- جام باشگاه‌های اروپا: ۹۲–۱۹۹۱
- سوپرجام اروپا: ۱۹۹۲
- جام برندگان جام اروپا: ۸۹–۱۹۸۸

افتخارات فردی

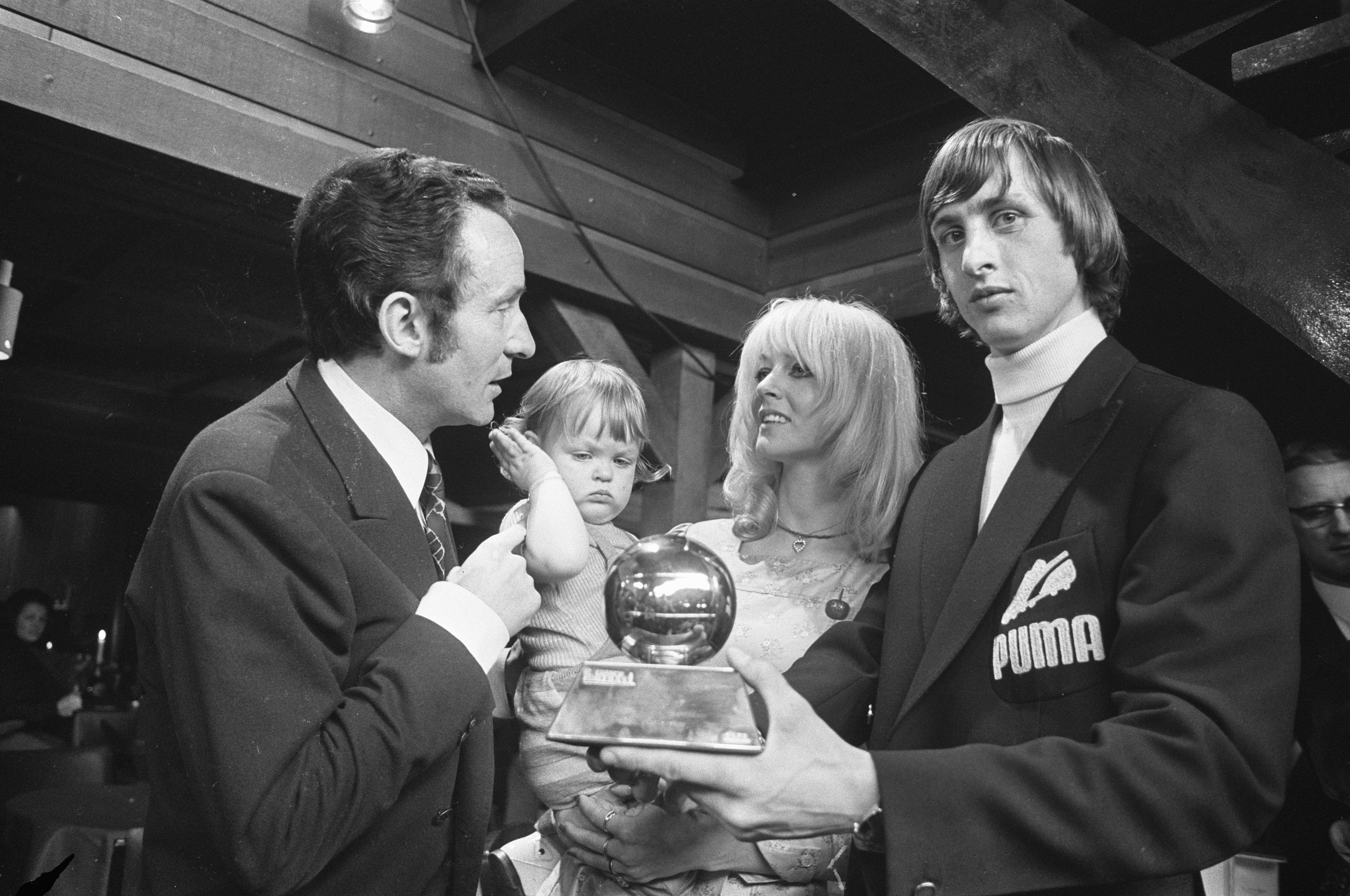
کرویف در حال دریافت توپ طلای ۱۹۷۱

- توپ طلا: ۱۹۷۴، ۱۹۷۳، ۱۹۷۱ و رتبهٔ سوم در ۱۹۷۵[۵۵]
- بهترین بازیکن جام جهانی: ۱۹۷۴
- بهترین بازیکن سال اروپا به انتخاب کمیتهٔ بین‌المللی المپیک: ۷۳–۱۹۷۲، ۷۱–۱۹۷۰
- آقای گل لیگ هلند: ۱۹۶۷، ۱۹۷۲
- آقای گل جام حذفی هلند: ۶۷–۱۹۶۶، ۶۸–۱۹۶۷، ۷۰–۱۹۶۹، ۷۱–۱۹۷۰، ۷۲–۱۹۷۱[۵۶]
- آقای گل لیگ قهرمانان اروپا: ۷۲–۱۹۷۱
- بهترین بازیکن جام بین قاره‌ای: ۱۹۷۲
- آقای پاس گل لیگ برتر هلند: ۶۹–۱۹۶۸، ۷۰–۱۹۶۹، ۷۱–۱۹۷۰، ۷۳–۱۹۷۲، ۷۴–۱۹۷۳، ۸۳–۱۹۸۲[۵۶]
- آقای پاس گل لیگ قهرمانان اروپا: ۷۵–۱۹۷۴[۵۷][۵۸]
- آقای پاس گل لا لیگا: ۷۵–۱۹۷۴[۵۷]
- آقای پاس گل جام حذفی هلند: ۷۲–۱۹۷۱[۵۸]
- بهترین بازیکن جام بین قاره‌ای: ۱۹۷۲
- آقای پاس گل جام اینتر-سیتیز فیرز: ۷۰–۱۹۶۹[۵۹]
- بهترین فوتبالیست سال هلند: ۱۹۸۴، ۱۹۷۲، ۱۹۶۸
- بهترین ورزشکار سال هلند: ۱۹۷۳، ۱۹۷۴
- بهترین بازیکن خارجی فصل لا لیگا (جایزهٔ دون بالون): ۱۹۷۷، ۱۹۷۸
- بهترین بازیکن لیگ آمریکای شمالی: ۱۹۷۹
- جایزهٔ اونز طلایی بهترین مربی سال جهان: ۱۹۹۲، ۱۹۹۴
- بهترین سرمربی فصل لا لیگا: ۱۹۹۲، ۱۹۹۱
- بهترین سرمربی اروپایی فصل جهان به انتخاب مطبوعات ورزشی اتحادیهٔ اروپا: ۹۲–۱۹۹۱[۶۰]
- چهارمین سرمربی برتر تاریخ فوتبال از نگاه فرانس فوتبال: ۲۰۱۹
- سومین بازیکن برتر قرن بیستم از نگاه فرانس فوتبال: ۱۹۹۹
- بهترین فوتبالیست اروپایی قرن بیستم در رأی‌گیری فدراسیون بین‌المللی تاریخ و آمار فوتبال: ۱۹۹۹
- حضور در ترکیب رؤیایی (منتخب) تاریخ جام جهانی از نظر فیفا: ۲۰۰۲[۶۱]
- سومین بازیکن برتر نیمهٔ دوم قرن بیستم در نظرسنجی جوبیلی طلایی یوفا
- حضور در تیم منتخب تاریخ فوتبال از نگاه فدراسیون بین‌المللی تاریخ و آمار فوتبال: ۲۰۲۱
- دومین بازیکن برتر قرن بیستم از نگاه فدراسیون بین‌المللی تاریخ و آمار فوتبال: ۲۰۰۰
- سومین بازیکن برتر قرن بیستم از نگاه ورلد ساکر: ۱۹۹۹
- پنجمین بازیکن برتر تاریخ فوتبال از نگاه ۹۰مین: ۲۰۲۲[۶۲][۶۳]
- چهارمین بازیکن برتر تاریخ فوتبال از نگاه یورو اسپورت: ۲۰۱۶[۶۴]
- سومین بازیکن برتر تاریخ فوتبال از نگاه وواِت‌بال اینترنشنال: ۲۰۱۷[۶۵][۶۶]
- بهترین بازیکن تاریخ فوتبال از نگاه بلیچر ریپورت: ۲۰۱۱[۶۷]

### افتخارات دیگر
- کسب لقب شوالیه لژیون افتخاری: ۱۹۹۹
- برای شصتمین سال تولد وی در ۲۵ آوریل سال ۲۰۰۷، باشگاه آژاکس آمستردام اعلام کرد که پیراهن شماره ۱۴ را بایگانی کرده و به هیچ بازیکن دیگری نخواهد داد.
- در سپتامبر ۲۰۰۶ عنوان و مدال سنت یوردی creu sant de jordi را از طرف دولت کاتالونیا دریافت کرد.
- او در یک رأی‌گیری که این بار توسط نشریهٔ فرانس فوتبال انجام شد، به‌عنوان سومین بازیکن برتر تاریخ برگزیده شد.
- او توسط سایت thesportster به‌عنوان دومین بازی‌ساز برتر تاریخ فوتبال انتخاب شد.[۶۸]
- در سال ۱۹۷۴، کرویف به‌عنوان شوالیهٔ نشان Orange-Nassau منصوب شد.
- در سال ۲۰۰۲، کرویف به مقام افسری نشان Orange-Nassau ارتقا یافت.
- در نوامبر ۲۰۰۳، به مناسبت جشن یوفا، او از سوی اتحادیهٔ فوتبال سلطنتی هلند به‌عنوان بازیکن طلایی هلند و برجسته‌ترین بازیکن ۵۰ سال گذشته انتخاب شد.[۶۹]
- در ۲۲ مه ۲۰۰۶، به‌دلیل یک عمر دستاورد او برای کمک به فوتبال، جایزهٔ سالانهٔ لوریوس به او اهدا شد.
- [۷۰]در آوریل ۲۰۱۶ و پس از درگذشت کرویف، جایزهٔ روح ورزش لوریوس به او اهدا شد که این جایزه توسط پسرش جوردی پذیرفته شد.[۷۱]
- کرویف در اوت ۲۰۰۶ جایزهٔ یک عمر دستاورد را از اتحادیهٔ فوتبال سلطنتی هلند دریافت کرد.[۷۲][۷۳]
- در سال ۲۰۰۶، کرویف در بازی بزرگداشت دنیس برکمپ به‌عنوان بازیکن تعویضی در نیمهٔ دوم بازی کرد.[۷۴]
- در ۱۸ آوریل ۲۰۰۷، آژاکس تصمیم گرفت پیراهن شمارهٔ ۱۴ را به افتخار کرویف و جشن تولد او بایگانی کند.[۷۵]
- در سال ۲۰۱۰، به کرویف نشان شایستگی فیفا (بالاترین جایزهٔ افتخاری اعطا شده توسط فیفا) به دلیل نقش او در فوتبال اهدا شد.
- [۷۶]در سال ۲۰۱۰، کرویف وارد «تالار مشاهیر» FICTS شد.
- [۷۷]در سال ۲۰۱۳، کرویف جایزهٔ رئیس یوفا را دریافت کرد.[۷۸]
- در ۲۹ مارس ۲۰۱۶، نخست‌وزیر اسپانیا به کرویف مدال طلای نشان سلطنتی شایستگی ورزشی را اعطا کرد.
- [۷۹]در ۲۵ اکتبر ۲۰۱۷، آمستردام آرنا به یوهان کرویف آرنا تغییر نام داد.[۸۰]

## کتاب
او کتابی با عنوان نوبت من (My turn) دارد که در آن زندگی‌نامه و سخنان کامل او موجود است این کتاب در زمستان ۲۰۱۶ چند ماه پس از مرگ او به بازار عرضه شد.

## نگارخانه

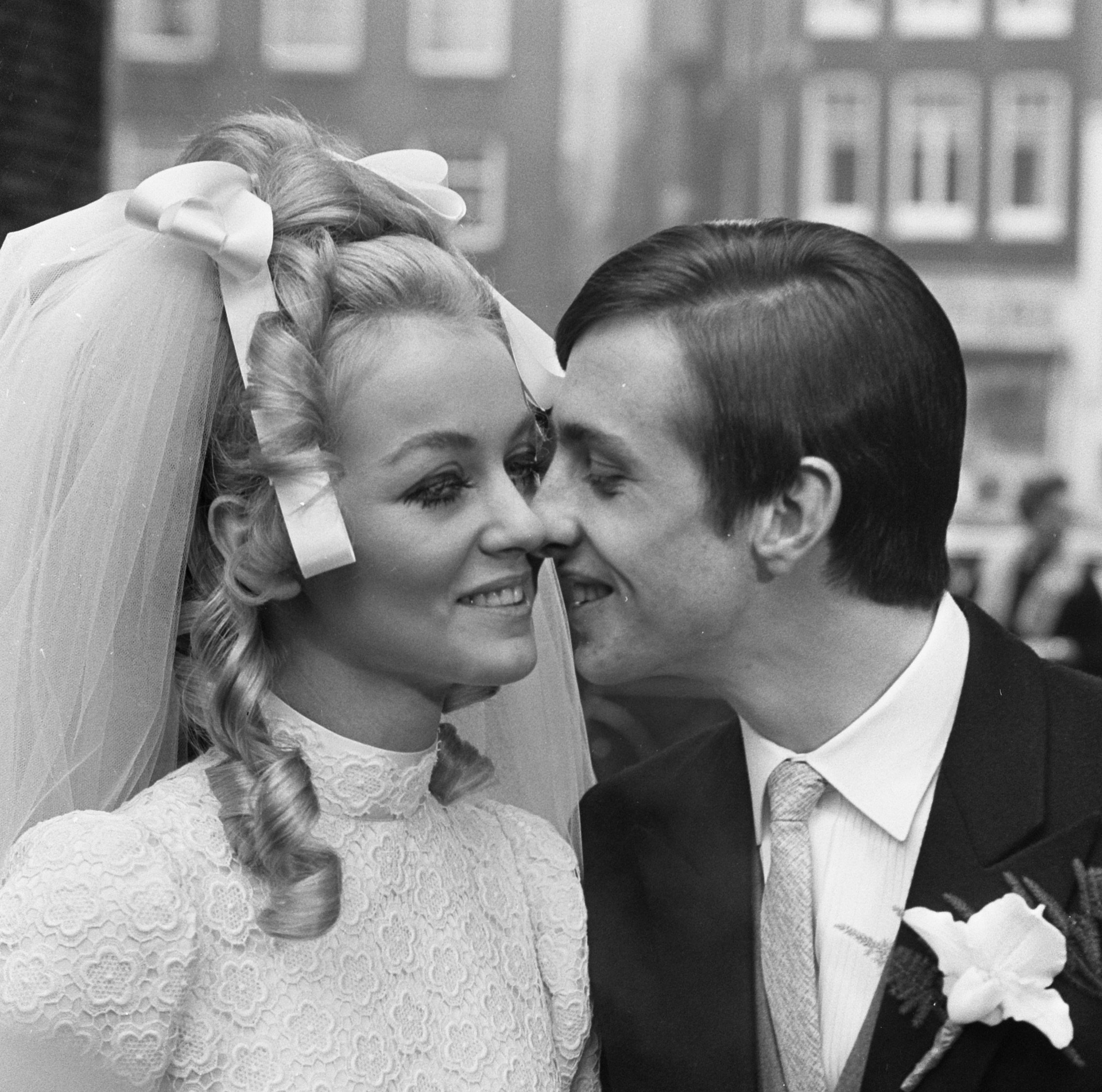
۱۹۶۸
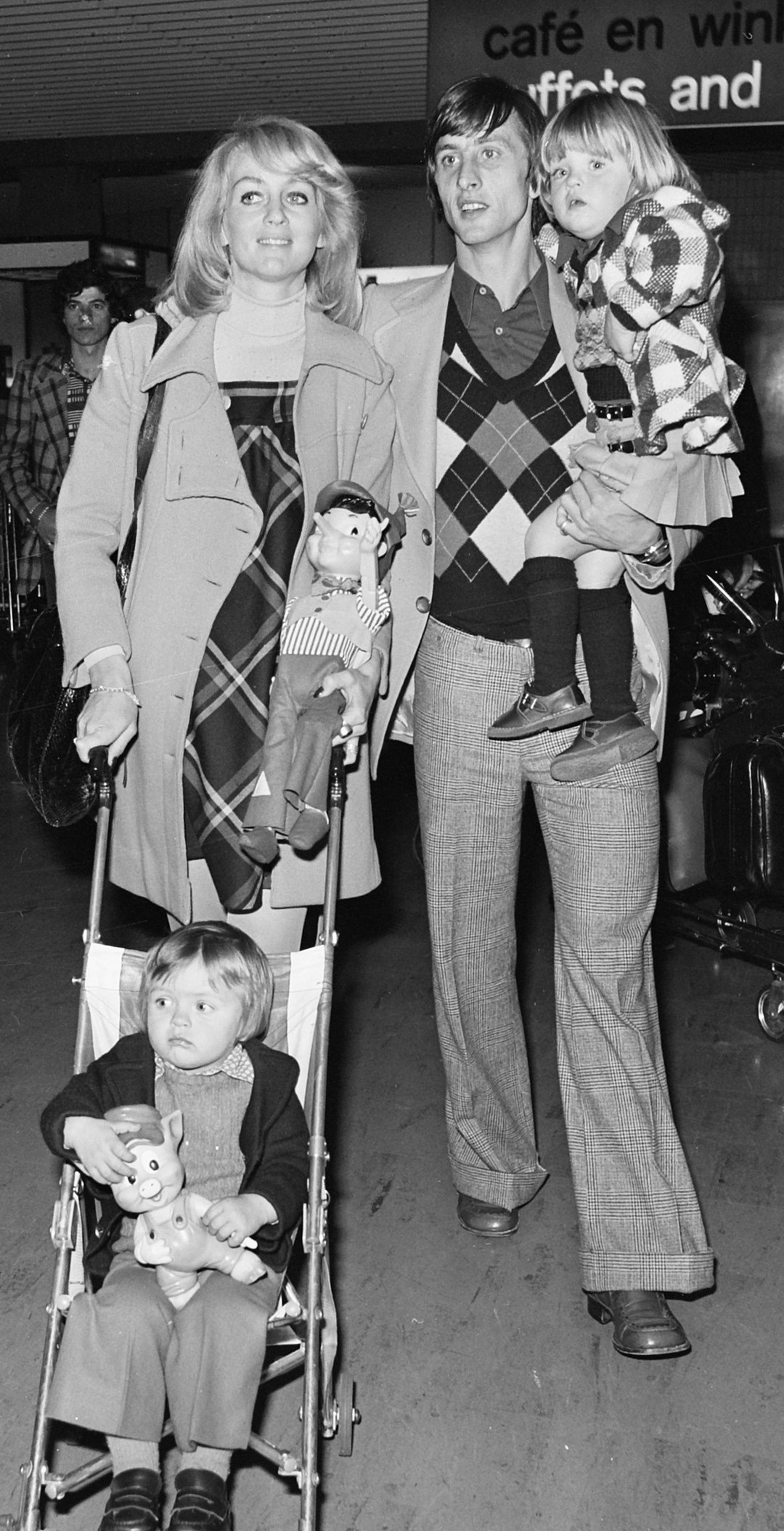
۱۹۷۳
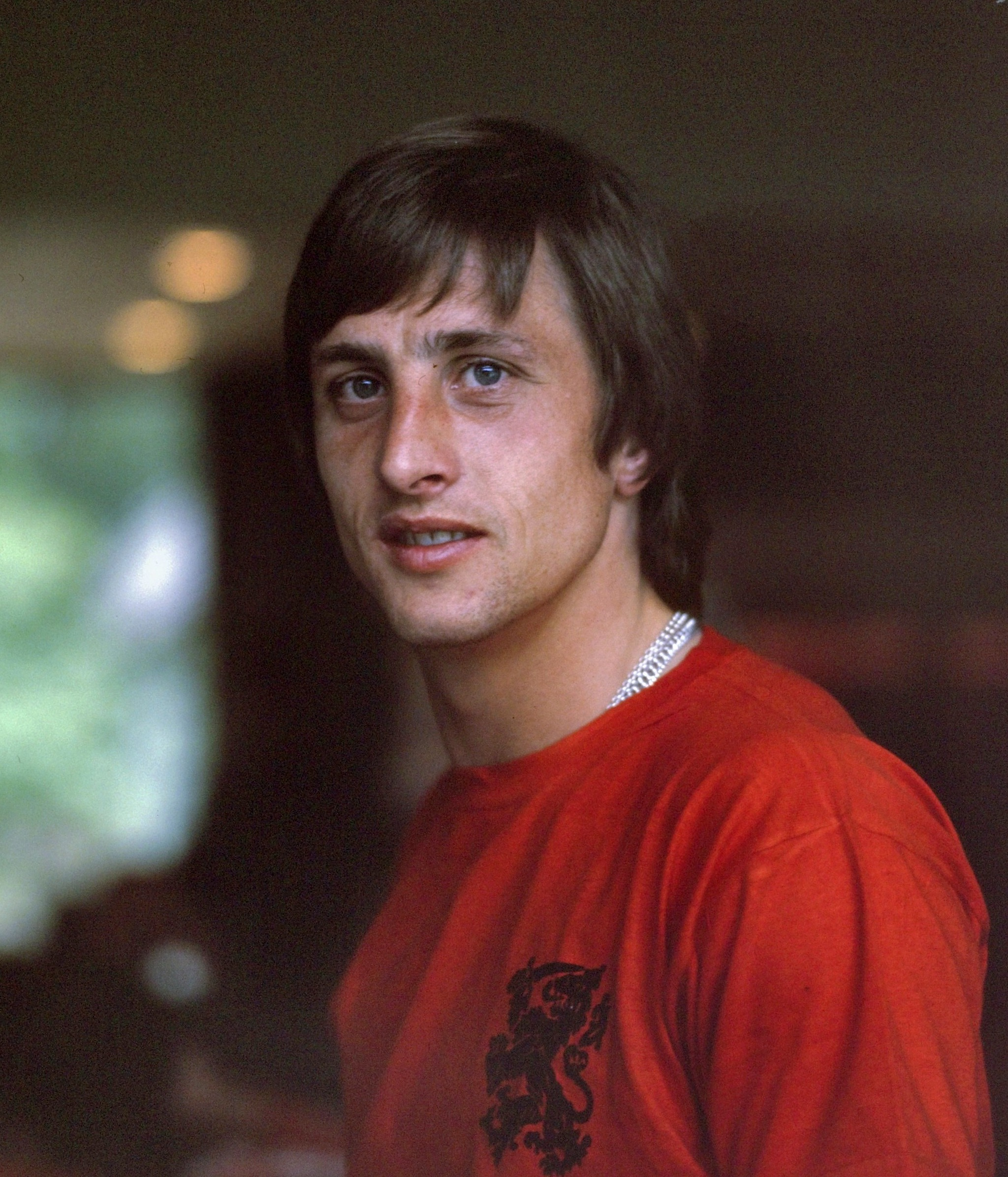
۱۹۷۴
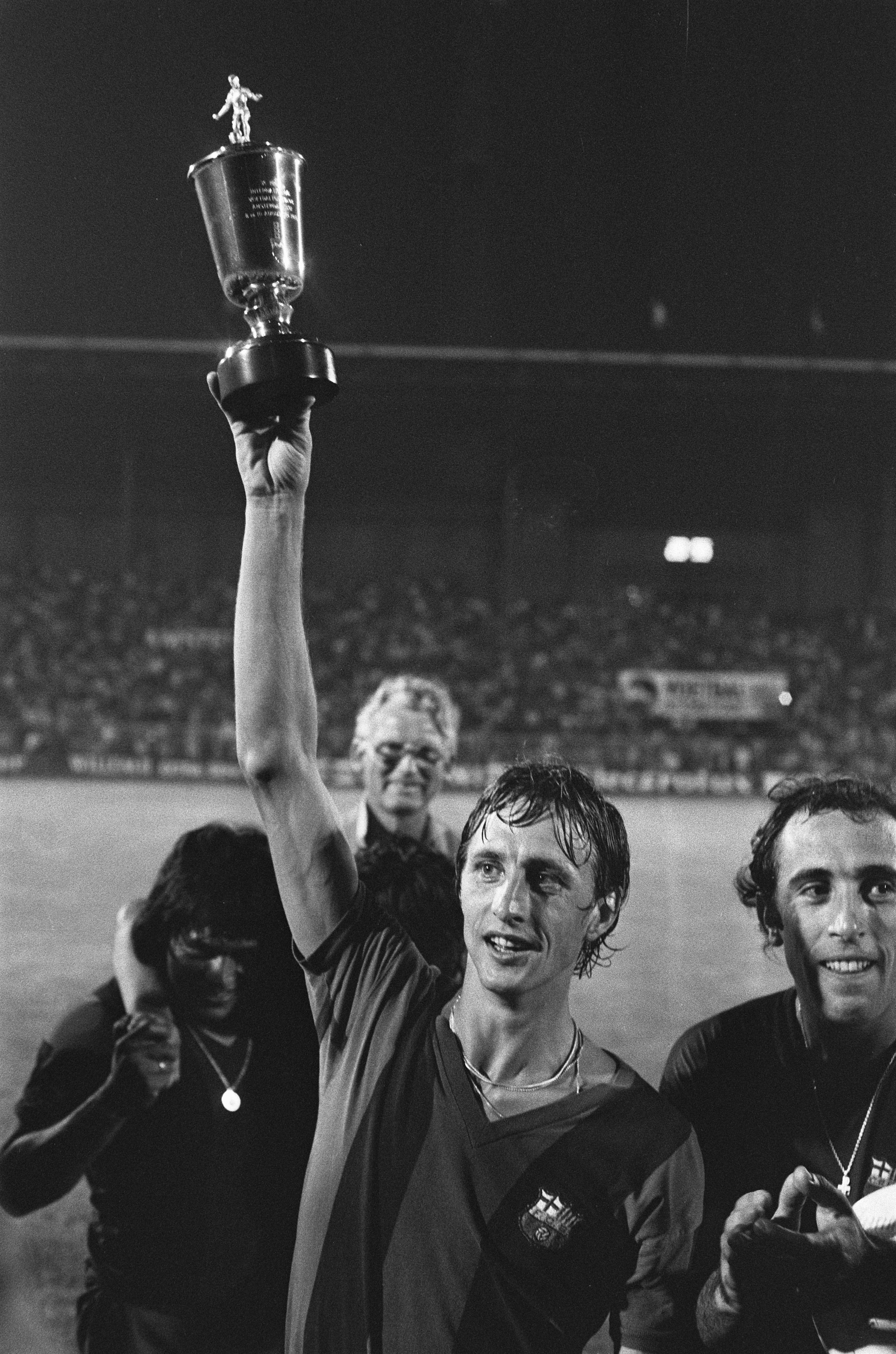
۱۹۷۵
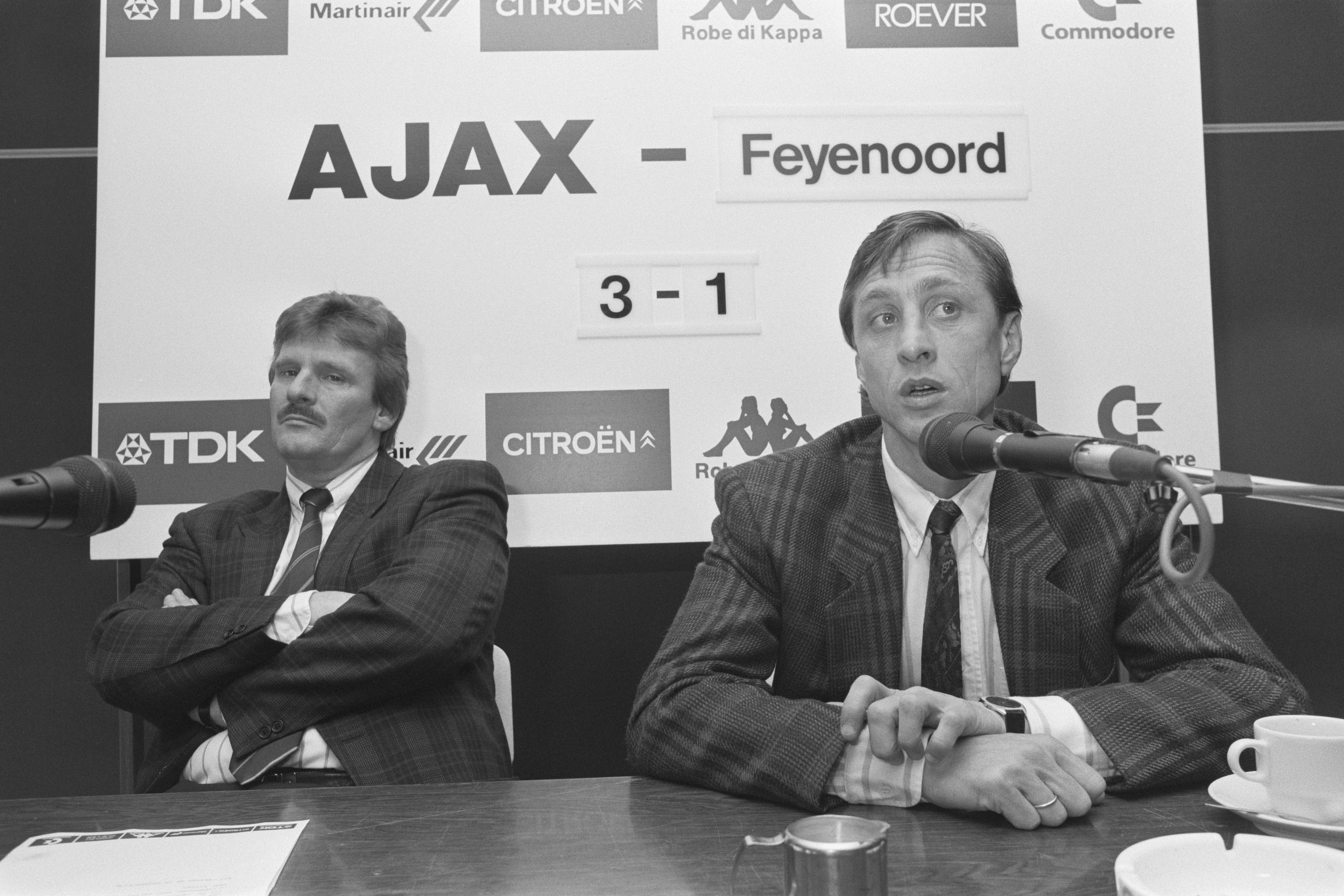
۱۹۸۷
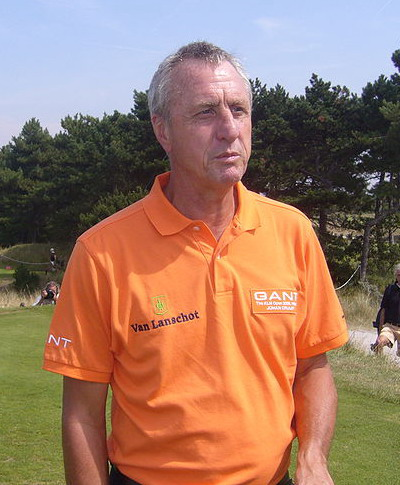
۲۰۰۹